# Joe Ogilvie
Joe Ogilvie (Lancaster, Ohio, 8 april 1974) is een golfprofessional uit de Verenigde Staten. Hij speelt op de Amerikaanse PGA Tour. 
Ogilvie studeerde aan de Duke University. 

## Professional
Ogilvie werd in 1996 professional en speelde enkele jaren op de NIKE Tour / Nationwide Tour, waar hij vier toernooien won. In 2007 won hij op de Amerikaanse PGA Tour het US Bank Championship in MilwaukeeUS Bank Championship in Milwaukee. 
In 2012 peelt hij voor de 5de keer in het US Open. Zijn beste resultaat voordien was een 36ste plaats in 2008.

### Gewonnen
Nationwide Tour
- 1998: NIKE Monterrey Open, NIKE Greensboro Open
- 2003: Jacob's Creek Open, The Reese's Cup Classic

PGA Tour
- 2007: US Bank Championship